# Eggenscheid
Eggenscheid ist die Bezeichnung eines Stadtteils und gehört zum statistischen Bezirk 16 (Dickenberg / Eggenscheid) der Kreisstadt Lüdenscheid im westlichen Sauerland, Nordrhein-Westfalen. Der Ortsteil liegt in einem Nebental des Rahmedetals zwischen den Stadtteilen Freisenberg und Dickenberg und der statistische Bezirk liegt im Norden des Stadtgebietes von Lüdenscheid. Seit 2010 wird auch der westlich gelegene Stadtteil Dünnebrett mit zum statistischen Bezirk 16 (Dickenberg / Eggenscheid) gezählt. Der statistische Bezirk insgesamt grenzt an Altena und Schalksmühle.

## Geschichte
Oberhalb von Eggenscheid nahe dem Römerweg wurde 1964 ein steinzeitlicher Rastplatz nachgewiesen..1966 wurde in Eggenscheid ein Flintabschlag geborgen. Dieser Fund kann mit dem Rastplatz beim Römerweg in Verbindung stehen.
1966 wurde mittels Grabungen festgestellt, dass in Eggenscheid in der Zeit zwischen dem 8. und 10. Jahrhundert mit Eisenverhüttungen und Schmiedearbeiten begonnen wurde. Der Grabungsleiter, Dr. Manfred Sönnecken kommt zu dem Schluss, dass aufgrund der Ausgrabungsfunde auf eine benachbarte Siedlung geschlossen werden kann.
Es ist möglich, dass die Ursprünge des Eggenscheider Oberhofes in den fränkisch-sächsischen Kriegen unter Karl dem Großen liegen. So war es üblich, zur Absicherung der fränkischen Eroberungen befestigte Wehrhöfe im sächsischen Gebiet zu errichten. Dieser Ursitz war wahrscheinlich einer der Vorgängerbauten der heutigen „Burg“, dem höchsten Gebäude des Ortes. Neben den archäologischen Funden spricht auch der Name „Im Born“, welcher die fränkische Bezeichnung für Quelle oder Brunnen ist, auf eine frühmittelalterliche Besiedlung zur Zeit der Karolinger hin. Die Straße „Im Born“ befindet sich südlich vom Ortskern und dort befand sich eine Kornmühle, welche bis zum 18. Jh. einen Mahlzwang für die dem Oberhof unterstellen Höfe hatte.
Im Mittelalter war Eggenscheid Sitz eines Adelsgeschlechts, der bis ins 15. Jh. den Grafen von der Mark unterstand. Dieser Adelssitz war schon 1419 in fremder Hand. Gottschalck v. Rummenohl besaß ihn als Lehen von Gerhard von der Mark.   Danach folgten unterschiedliche Besitzer.
Der Oberhof galt im 17. Jh. als reichster Hof des Kirchspiels Lüdenscheid. Dies geht aus einem Prozess vor dem Reichskammergericht zu Speyer hervor, dessen Urkunde sich im Staatsarchiv Münster erhalten hat. Dabei wurde der Hof am Ende des Dreißigjährigen Krieges im Jahre 1648 auf 4.568 Taler geschätzt und hatte damit den höchsten Taxwert im Kirchspiel. Im Jahr 1705 gehörte Eggenscheid noch zu den reichsten Höfen im Kirchspiel Lüdenscheid.
Zugehörige Wirtschafts-Gebäude
Auf dem Gelände des Hofes war vom 14. – 16. Jh. eine Massenhütte (Eisenhütte mit Wasserantrieb) in Betrieb. Der Standort dieser Massenhütte konnte 1982 lokalisiert werden, sie befand sich am Eggenscheider Bach parallel zum Bachlauf (Flur 1, Flurstück 407, Randzone 409). Dabei wurden umfangreiche archäologische Fundstücke geborgen, anhand derer die Datierung erfolgen konnte. Das dafür benötigte Hüttenerz wurde aus einem südlich benachbarten Bergwerk gefördert, dessen Stollenmund allerdings heute verschüttet ist. Im 18. Jh. gehörte offensichtlich ein Osemundhammer zum Hof, dessen Standort allerdings nicht lokalisiert ist, der aber möglicherweise am Borner Bach lag. 1670 war Jobst zu Egeschede der Besitzer. Nach der Zerstörung im Dreißigjährigen Krieg wurde der Hammer wieder aufgebaut. Hierfür spricht auch die Existenz der nahe gelegenen Kalköfen seit 1770 am „Kalkofenweg“, denn der hier gefertigte Kalk wurde als Zusatzstoff für die Eisenherstellung benötigt. Kalkbrennerei war im Rahmedetal weit verbreitet. Diese Kalköfen standen noch bis in die 1950er Jahre in Eggenscheid. Im Tal existierte auch eine Kornmühle. Sie musste im 18. Jahrhundert ihre Rechte wegen des geringen Mahlzwangs an die königliche Zwangsmühle in Mühlenrahmede abtreten.
Im Kirchspiel Lüdenscheid befanden sich früher zwei Kapellen außerhalb der Stadtmauern. Eine davon war die Kapelle in Eggenscheid, in der jedoch nur einmal im Jahr an einem Sonntag um die Zeit des Festes Peter und Paul gepredigt wurde. Verpflichtet zum Unterhalt dieser Kapelle war der Hof Eggenscheid. Nach A.D. Rahmede soll diese Kapelle kurz nach der Reformation abgerissen worden sein. Nach Johann Diedrich von Steinen existierte diese Kapelle jedoch noch im Jahr 1755. Wann die Kapelle abgerissen wurde, ist unbekannt. Nach Überlieferung soll sie im „Busket“ gestanden haben, südwestlich des Hofes. An dem vermuteten Standort wurde eine fragmentarisch erhaltene handbearbeitete Fußbodenplatte gefunden, welche möglicherweise zur Kapelle gehörig sein könnte. Andere vermuten, dass sie dort stand, wo sich das heute sogenannte „Neue Haus“ befindet. Archäologische Funde, die einen dieser beiden Standorte bestätigen, wurden bisher nicht gemacht.
Von dem mittelalterlichen Oberhof Eggenscheid sind heute nur noch zwei Gebäude erhalten. Das Hauptgebäude, die heutige „Burg“ besitzt nur noch mittelalterliche Fundamente, insbesondere gotische Kellergewölbe. Der Grund dafür liegt in mehreren Bränden des Gebäudes, so brannte z. B. dieses Hauptgebäude um 1900 aus. Auf einer Katasterkarte aus dem Jahre 1900 ist das Gebäude daher nicht mehr verzeichnet. Das andere noch erhaltene Gebäude ist das ehemalige Wirtschaftsgebäude des Hofes, welches dendrochronologisch auf das Erbauungsjahr 1448 n. Chr. datiert wurde. Es handelt sich um ein sogenanntes 4-Ständer Hallenhaus mit Außenmauern aus Bruchstein. Allerdings wurde auch dieses Gebäude durch zahlreiche spätere Um- und Anbauten seines ursprünglichen, mittelalterlichen Charakters beraubt. Auch hier existiert noch ein spätgotischer Gewölbekeller. In unmittelbarer Nachbarschaft vor diesem Gebäude befindet sich noch ein mittelalterlicher Brunnen mit Trockenmauerwerk im oberen Drittel, welcher eine Tiefe von 7,50 Meter misst.
In den letzten zehn Jahren gab es intensive Überlegungen, ob ein Neubaugebiet für Wohnhäuser in Eggenscheid errichtet werden soll. Seit 2008 ist es relativ ruhig um das Neubauprojekt geworden.

## Sehenswürdigkeiten
Touristisch gesehen liegt Eggenscheid in sauerländischen Mischwäldern, die zum Wandern, Joggen und Spazierengehen einladen.

## Sport und Kultur
Bemerkenswert ist der für ca. 350 Einwohner sehr aktive Sportverein TuRa Eggenscheid 1911 e. V., der auf eine fast hundertjährige Vereinsgeschichte zurückblickt. Besonders die Tennisabteilung, die 1979 gegründet wurde und heute auf sechs Spielfeldern spielt, ist erwähnenswert. Zur Zeit konzentriert sich der Verein mit seinen über 800 Mitgliedern auf folgende Abteilungen: Turnen, Fußball, Spielmannszug, Leichtathletik, Tennis und Badminton.
Bis in die 1960er Jahre war die Gaststätte Machelett mit Saalbau in der Ortsmitte kultureller Treffpunkt vieler Vereine und eines regen Gesellschaftslebens. Die Handballer des TuRa Eggenscheid trugen damals noch ihre Handballspiele auf dem nahegelegenen Sportplatz Kaukenberg aus. Als dann in den 1960er Jahren der Bau der Autobahn 45 geplant und verwirklicht wurde, musste der Sportbetrieb auf dem beliebten Platz eingestellt werden, weil die Autobahntrasse unglücklicherweise genau dieses Areal beanspruchte. Talaufwärts, dort, wo der Borner oder wie er heute heißt Eggenscheider Bach entspringt und wo sich einst die Zwergschule Römerweg befand, befand sich früher nur ein Bauernhof. Heute ist er von Industriebauten umgeben.

## Verkehrsanbindung

### Bahnverkehr
Die nächstliegenden Bahnhöfe sind der Bahnhof Lüdenscheid und der Bahnhof Altena (Westfalen). Beide sind per Auto oder Bus in wenigen Fahrminuten gut erreichbar.

### Busverkehr
Die Anbindung des Stadtteils an den Öffentlichen Personennahverkehr erfolgt durch die Buslinien 37, 49, 53, 237 und 245 (Schulbuslinien) der Märkischen Verkehrsgesellschaft (MVG).
Wichtige Bushaltestellen in dem Stadtteil sind: „Schnarüm“, „Industriegebiet Nord“, „Hoher Hagen“, „Römerweg“ und „Oberrahmede Sparkasse“.
Die Stadt Lüdenscheid gehört der Verkehrsgemeinschaft Ruhr-Lippe an, deren Tarif genauso in den Bussen der Märkischen Verkehrsgesellschaft (MVG) und denen der Busverkehr Ruhr-Sieg (BRS) wie auch in den Zügen der Volmetal-Bahn gilt.

### Straßenverkehr
Die zentrale Durchgangsstraße Im Wiesental beginnt an der Altenaer Straße und endet an der Heedfelder Straße. Die Straßen Im Born, Kalkofenweg, Burgweg und Eggenpfad zweigen direkt von der Durchgangsstraße Im Wiesental ab.
Die Anbindung an das Bundesautobahnnetz erfolgt über die nahegelegene Abfahrt Nr. 13 Lüdenscheid-Nord der A 45. Diese führt Richtung Norden nach Hagen und Dortmund sowie in Richtung Süden nach Siegen, Wetzlar und Gießen. Alternative Anschlussstellen sind die Abfahrten Nr. 14 Lüdenscheid und Nr. 15 Lüdenscheid-Süd der A 45. Auch die beiden Bundesstraßen B 54 und B 229 liegen in der Nähe von Eggenscheid und sind innerhalb weniger Fahrminuten gut erreichbar. Parkplätze innerhalb von Eggenscheid sichern den Autofahrern Parkmöglichkeiten zu.